# عملیات واحد
عملیات واحد(به انگلیسی: Unit operation) علمی است که به بررسی فرایندهای جداسازی مورد استفاده در صنایع شیمیایی می‌پردازد. تقطیر، تبخیر، انواع روش‌های استخراج، تبلور و… در علم عملیات واحد به‌طور مفصل مورد بررسی قرار می‌گیرد. مفاهیم انتقال جرم، انتقال حرارت و ترمودینامیک، اساس مفاهیم و تئوری‌های عملیات واحد هستند.

## مقدمه
برای هر جداسازی به دو ظرف نیاز است که در فرایند تقطیر این دو ظرف دو فاز مایع و بخار می‌باشند و اساس تقطیر بر تعادل بین مایع و بخار استوار است. در فرایند تقطیر دو یا چند جزء بر اساس اختلاف نقطه جوششان یا به عبارت دیگر اختلاف فراریتشان جداسازی می‌شوند بدین صورت که جزء یا اجزایی که دارای نقطه جوش پایین‌تری باشند یا به عبارت دیگر فراریت بیشتری داشته باشند بیشتر در فاز بخار ظاهر می‌شوند که به این جزء، جزء سبک نیز گفته می‌شود و جزء یا اجزایی که نقطه جوش بیشتری داشته باشند یا به عبارت دیگر فراریت کمتری داشته باشند بیشتر در فاز مایع ظاهر می‌شوند که به این جزء، جزء سنگین گفته می‌شود و در نهایت با جداسازی فازها می‌توان به‌طور نسبی اجزاء را از یکدیگر جدا نمود.
پس با توجه به اینکه تعادل بین دو فاز مایع و بخار بر جداسازی اجزاء و طراحی برج تقطیر تأثیرگزار است باید قبل از هر چیز تعادل مایع و بخار مورد بررسی قرار گیرد. از منظر ترمودینامیک، تعادل مایع و بخار حالت پایداری است که در آن هیچ‌یک از خواص ماکروسکوپی دو فاز شامل دما، فشار و غلظت تغییر نکند. راهکارهای مختلفی وجود دارد که بتوان غلظت فاز مایع و بخار را در حالت تعادل بدست آورد که در زیر به این موارد اشاره شده‌است.

## اساس روش تبخیر ناگهانی
یکی از فرایندهای جداسازی ساده که به‌طور معمول انجام شده و از روش‌های قدیمی محسوب می‌شود، تبخیر ناگهانی است. در این فرایند قسمتی از خوراک در محفظه تبخیر ناگهانی، تبخیر شده که در این شرایط مایع و بخار با هم در حال تعادل ترمودینامیکی هستند و مواد با فراریت بالا (دمای جوش پایین‌تر) تمایل دارند در فاز بخار باشند و موادی که فراریت کمتری (دمای جوش بالاتر) دارند تمایل دارند در فاز مایع باقی بمانند. در این روش جداسازی کامل دو یا چند جزء امکان‌پذیر نمی‌باشد.

## روش مک‌کیب–تیل
تقطیر یکی از پر کاربردترین روش‌های جداسازی می‌باشد که ابتدا برای جداسازی آب و الکل مورد استفاده قرار گرفته‌است. در تقطیر دو جزئی که مورد بحث این فصل می‌باشد، دو جزء بر اساس توزیع بین دو فاز مایع و بخار از یکدیگر جدا می‌شوند. اگرچه در صنایع نفت و پتروشیمی ممکن است تقطیر دو جزئی کمتر رخ دهد اما بررسی روش‌های ساده که باعث افزایش درک مهندسان از این فرایند شود، بسیار مفید است ضمناً یکی از روش‌های حل مسائل پیچیده تقطیر چند جزئی، تبدیل فرایند به تقطیر دو جزئی و حل آن می‌باشد. از طرفی گاهی اوقات نرم‌افزارهایی همچون Hysys و Aspen Plus به راحتی قادر به حل مسائل تقطیر چند جزئی نیستند که در چنین حالتی ابتدا این مسائل توسط کاربر به تقطیر دو جزئی تبدیل شده تا پروفایل دما، دبی مایع و بخار در قسمت‌های مختلف برج بدست آید سپس نرم‌افزار مربوط بر اساس پروفایل حدس زده شده مسئله را حل می‌نماید.
از آنجا که هدف بررسی روش‌هایی است که مهندسان بتوانند اثر پارامترهای مختلف را بر فرایند تقطیر بهتر متوجه شده و مورد تحلیل قرار دهند، روش‌های ترسیمی بر روش‌های محاسباتی ارجحیت دارند. یکی از این روش‌های ترسیمی روش مک‌کیب- تیلی است؛ که در ادامه به شرح آن خواهیم پرداخت.
فرضیات روش مک‌کیب- تیلی
در این روش که یک روش ترسیمی است هدف بدست آوردن تعداد سینی‌های لازم در برج تقطیر می‌باشد. روش مک‌کیب- تیلی بر فرضیات زیر استوار است.
1. آنتالپی تبخیر دو جزء در همه دماها با هم برابر باشند
2. از گرمای انحلال صرف‌نظر می‌شود.
3. انتقال حرارت بین محیط و برج وجود نداشته باشد.
4. مایع و بخار خروجی از هر سینی کاملاً در حال تعادل باشند.

سه فرض اول باعث می‌شود که دبی مایع و بخار در هر قسمت ثابت باشد زیرا وقتی بخار از پایین برج به سمت بالای برج حرکت می‌کند جزء سبک (A) موجود در مایع تبخیر شده و وارد فاز بخار می‌شود و جزء سنگین (B) نیز میعان شده و از فاز بخار جدا می‌شود. وقتی جزء سنگین میعان می‌شود به اندازه آنتالپی تبخیرش انرژی آزاد می‌کند که این گرمای آزاد شده باعث تبخیر جزء سبک می‌شود. در صورتی که آنتالپی تبخیر هر دو جزء با هم برابر باشند به ازای هر یک گرم مول از جزء سنگین که میعان می‌شود، یک گرم مول جزء سبک تبخیر می‌شود و دبی مایع و بخار در هر قسمت از برج ثابت می‌ماند؛ که این پدیده در حقیقت انتقال جرم هم مولار غیرهمسو می‌باشد.
انتقال جرم هم مولار غیر همسو به گرمای انحلال نیز بستگی دارد به‌طور مثال فرض کنیم آنتالپی تبخیر هر دو جزء باشد وقتی یک گرم مول از جزء سنگین میعان می‌شود انرژی آزاد می‌شود و چون غلظت جزء سنگین در فاز مایع زیاد می‌شود گرمای انحلال به میزان آزاد می‌شود. پس با میعان یک گرم مول از جزء سنگین و انحلال در فاز مایع، جمعاً انرژی آزاد می‌شود که باعث تبخیر شدن از جزء سبک خواهد شد پس نتیجه می‌گیریم برای داشتن انتقال جرم هم مولار غیر همسو علاوه بر اینکه لازم است آنتالپی تبخیر اجزاء با یکدیگر برابر باشند، باید گرمای انحلال نیز وجود نداشته باشد.
انتقال جرم هم مولار غیر همسو به انتقال حرارت بین برج و محیط نیز وابسته است به‌طور مثال فرض کنیم آنتالپی تبخیر هر دو جزء برابر باشد و گرمای انحلال نیز وجود نداشته باشد. وقتی که یک گرم مول جزء سنگین میعان می‌شود انرژی آزاد می‌شود در صورتی که اتلاف حرارتی بین برج و محیط به ازای یک گرم مول از میعان ایجاد شده باشد عملاً انرژی برای تبخیر جزء سبک باقی می‌ماند که تنها می‌تواند از جزء سبک تبخیر کند. پس برای داشتن انتقال جرم هم مولار غیر همسو باید هر سه شرط اول مک‌کیب- تیلی به صورت هم‌زمان برقرار باشد.
روش مک‌کیب–تیل
همان‌طور که قبلاً ذکر شد هدف از روش ترسیمی مک‌کیب- تیلی بدست آوردن تعداد سینی‌های لازم در برج تقطیر است برای این منظور لازم است مشخصات زیر را داشته باشیم.
1. دبی، غلظت و حالت ترمودینامیکی خوراک
2. غلظت محصول بالای برج
3. غلظت محصول پایین برج

رسم خطوط عملیاتی
بین هر دو سینی از برج، مایع و بخار کنار یکدیگر عبور می‌کنند. غلظت جزء سبک در فاز بخار بر حسب غلظت جزء سبک در فاز مایع را خط عملیاتی گویند. با توجه به سه شرط اول روش مک‌کیب- تیلی، موازنه انرژی نقشی در خطوط عملیاتی ندارد و رسم خطوط عملیاتی فقط به موازنه جرم وابسته است.

## روش پانچوان-ساواریت
در فصل قبل روش مک‌کیب- تیلی مورد بررسی قرار گرفت. همان‌طور که در ابتدای فصل قبل ذکر شد این روش دارای فرضیاتی است که می‌تواند مسئله را از حالت واقعی دور کند به‌طور مثال ممکن است موادی که از یکدیگر جدا می‌شوند آنتالپی تبخیر یکسان نداشته باشد یا اینکه فقط در یکی دمای خاص آنتالپی آن‌ها با هم برابر باشد و با تغییر دما آنتالپی تبخیر مواد تغییرات متفاوتی داشته باشد. در مثالی دیگر می‌توان به جداسازی اسیدها اشاره کرد و در این جداسازی نمی‌توان از گرمای انحلال صرف‌نظر کرد و نکته‌ای که خیلی اهمیت دارد این است که نمی‌توان از انتقال حرارت بین برج و محیط چشمپوشی نمود. مجموعه این موارد باعث می‌شوند که نتوان از روش مک‌کیب- تیلی به عنوان یک روش دقیق یاد کرد اما در عین حال این روش سادگی خاص خود را دارد و اثر پارامترهای مختلف بر تقطیر دو جزء را به خوبی به صورت ترسیمی نشان می‌دهد.
همان‌طور که در روش مک‌کیب- تیلی مشاهده شد برای حل مسئله و رسم خطوط تعادل فقط از موازنه جرم استفاده می‌شد و با توجه به سه فرض اول این روش، نیازی به موازنه انرژی نبود. اما در صورتی که بخواهیم سه شرط اول این روش را حذف کرده و مسئله را به حالت واقعی نزدیک کنیم باید از موازنه جرم و انرژی به صورت هم‌زمان بهره جست. برای این منظور می‌توان از روش پانچوان- ساواریت استفاده نمود. از آنجا که با نوشتن موازنه جرم و انرژی به صورت هم‌زمان و رسم آن روی نمودار مک‌کیب- تیلی، خطوط عملیاتی تبدیل به منحنی عملیاتی می‌شوند و امتداد دادن منحنی همانند خط امکان‌پذیر نیست، پانچوان و ساواریت از دیاگرام آنتالپی- غلظت استفاده نمودند. پس لازم است قبل از تشریح روش پانچوان- ساواریت، به‌طور مختصر با دیاگرام آنتالپی- غلظت و طریقه استفاده از آن آشنا شویم.